# Vesaignes-sous-Lafauche
Ne doit pas être confondu avec Vesaignes-sur-Marne.
Vesaignes-sous-Lafauche est une commune française située dans le département de la Haute-Marne, en région Grand Est.

## Géographie

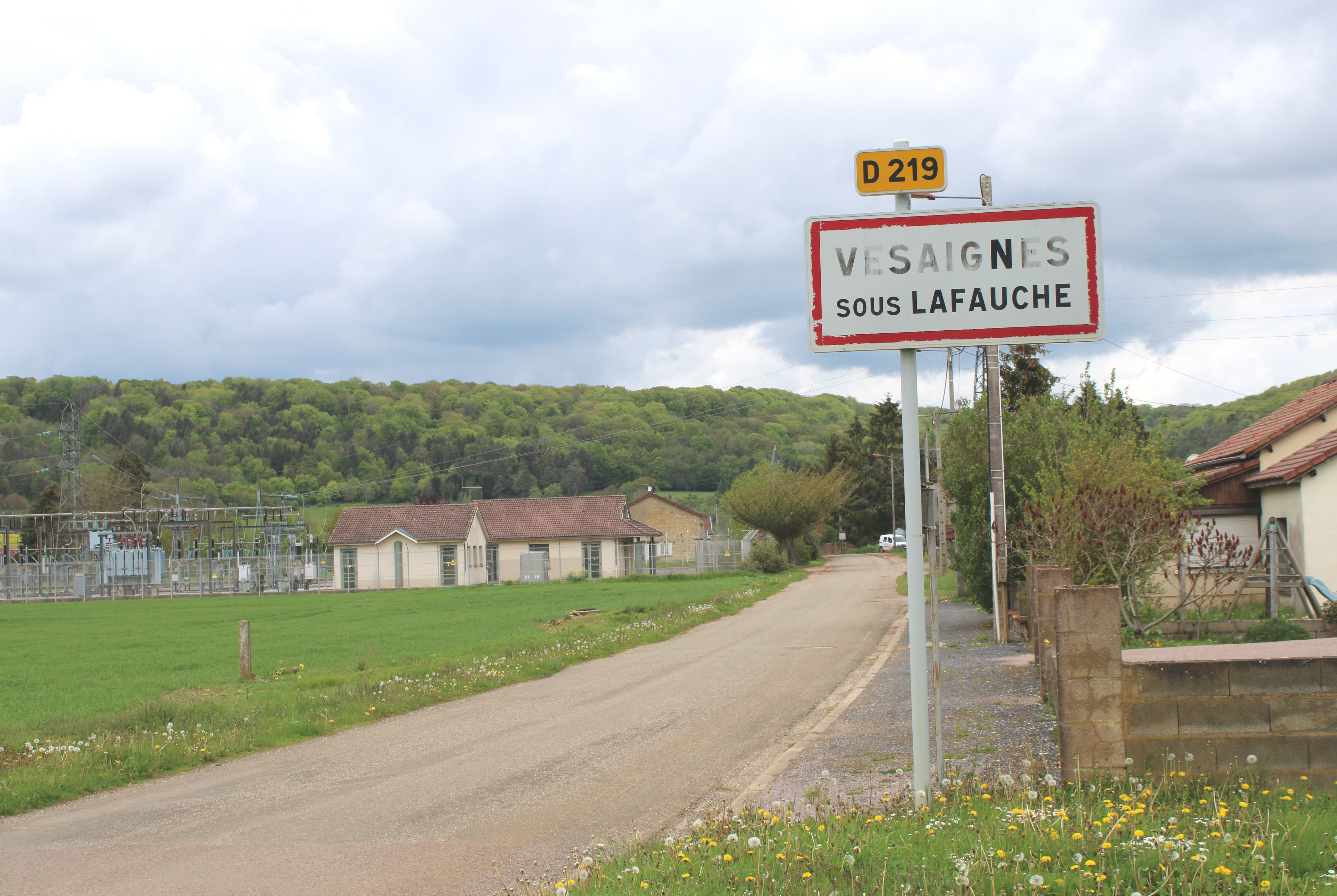
Entrée du village.

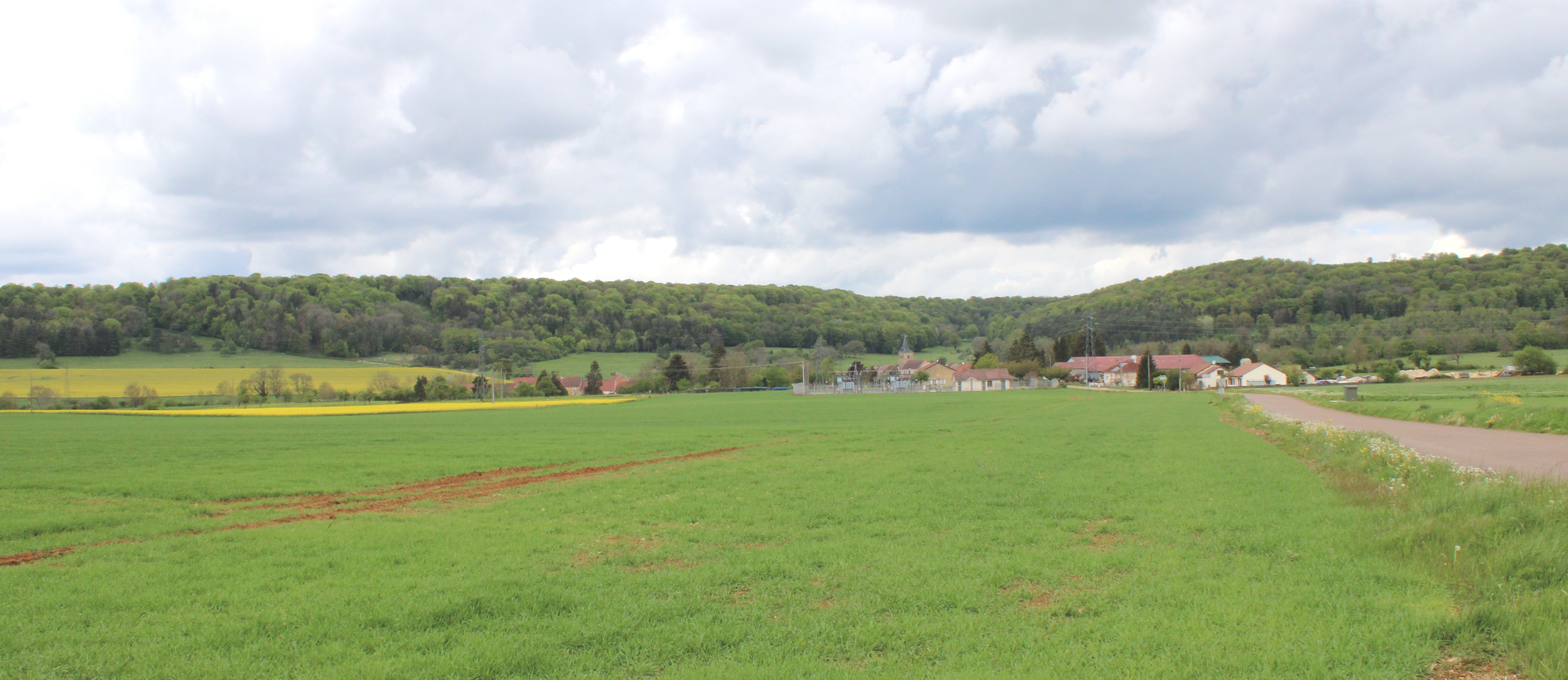
Panorama du village.

| Orquevaux  | Aillianville            |                    |
| Saint-Blin | Vesaignes-sous-Lafauche | Prez-sous-Lafauche |
|            | Semilly                 |                    |

### Hydrographie
La commune est traversée par la ligne de partage des eaux entre les bassins versants de la Meuse et de la Seine au sein respectivement du bassin Rhin-Meuse et du bassin Seine-Normandie. Elle est drainée par le Fossé 01 de la Grand Vau, le Fossé 01 de Parampré et le ruisseau de Lavau,.

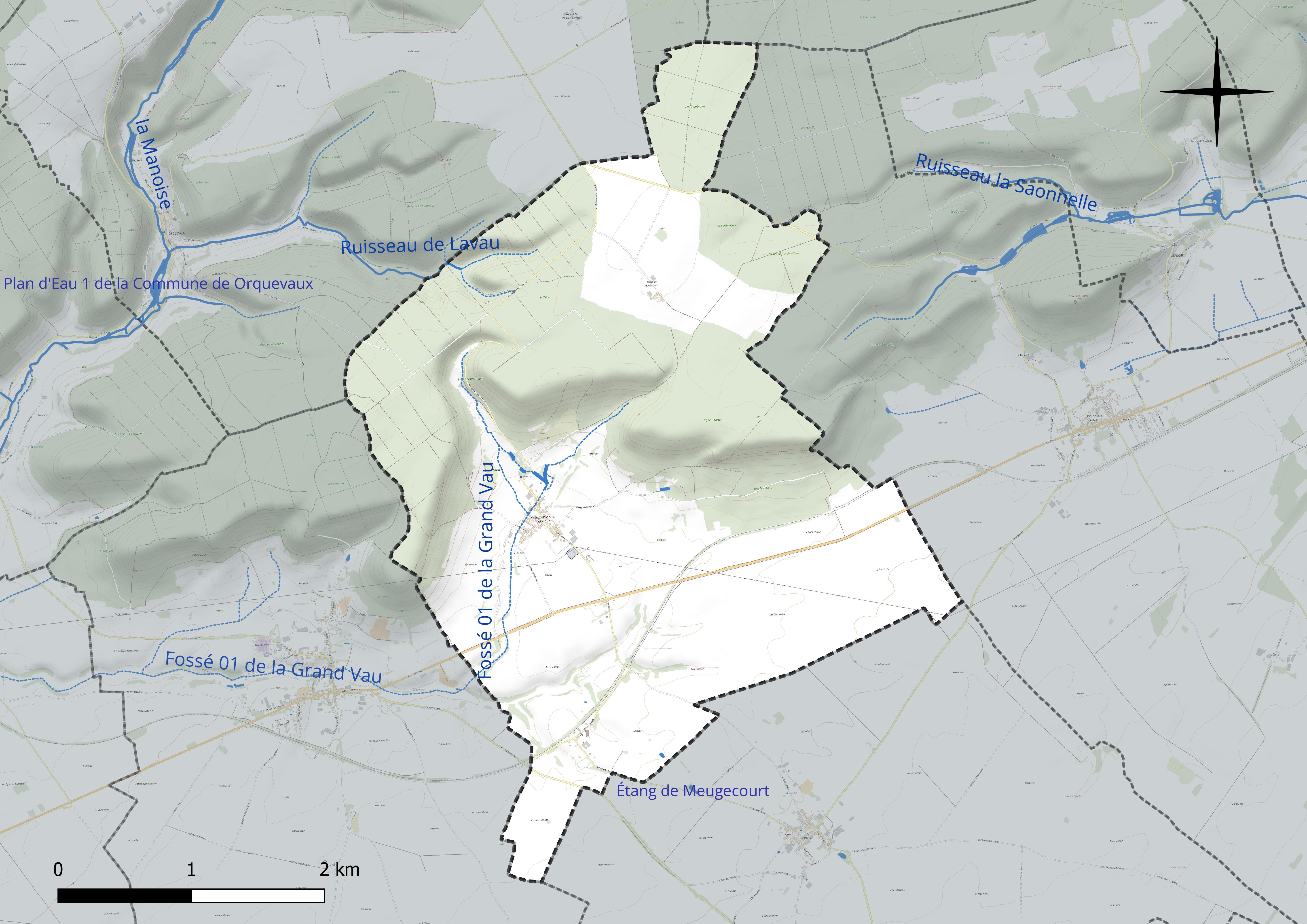
Réseau hydrographique de Vesaignes-sous-Lafauche.

### Climat
Pour des articles plus généraux, voir Climat du Grand Est et Climat de la Haute-Marne.
En 2010, le climat de la commune est de type climat de montagne, selon une étude du Centre national de la recherche scientifique s'appuyant sur une série de données couvrant la période 1971-2000. En 2020, Météo-France publie une typologie des climats de la France métropolitaine dans laquelle la commune est exposée à un climat océanique altéré et est dans la région climatique Lorraine, plateau de Langres, Morvan, caractérisée par un hiver rude (1,5 °C), des vents modérés et des brouillards fréquents en automne et hiver.
Pour la période 1971-2000, la température annuelle moyenne est de 9,5 °C, avec une amplitude thermique annuelle de 16,5 °C. Le cumul annuel moyen de précipitations est de 1 084 mm, avec 13,8 jours de précipitations en janvier et 9,9 jours en juillet. Pour la période 1991-2020, la température moyenne annuelle observée sur la station météorologique de Météo-France la plus proche, « Busson_sapc », sur la commune de Busson à 8 km à vol d'oiseau, est de 10,1 °C et le cumul annuel moyen de précipitations est de 1 085,5 mm. 
La température maximale relevée sur cette station est de 39,1 °C, atteinte le 25 juillet 2019 ; la température minimale est de −17,7 °C, atteinte le 5 janvier 1995,,.
Les paramètres climatiques de la commune ont été estimés pour le milieu du siècle (2041-2070) selon différents scénarios d'émission de gaz à effet de serre à partir des nouvelles projections climatiques de référence DRIAS-2020. Ils sont consultables sur un site dédié publié par Météo-France en novembre 2022.

## Urbanisme

### Typologie
Au 1er janvier 2024, Vesaignes-sous-Lafauche est catégorisée commune rurale à habitat dispersé, selon la nouvelle grille communale de densité à sept niveaux définie par l'Insee en 2022.
Elle est située hors unité urbaine. Par ailleurs la commune fait partie de l'aire d'attraction de Neufchâteau, dont elle est une commune de la couronne,. Cette aire, qui regroupe 72 communes, est catégorisée dans les aires de moins de 50 000 habitants,.

### Occupation des sols
L'occupation des sols de la commune, telle qu'elle ressort de la base de données européenne d’occupation biophysique des sols Corine Land Cover (CLC), est marquée par l'importance des territoires agricoles (53,4 % en 2018), une proportion identique à celle de 1990 (53,4 %). La répartition détaillée en 2018 est la suivante : 
forêts (44,6 %), terres arables (36,1 %), prairies (17,3 %), zones urbanisées (1,8 %), milieux à végétation arbustive et/ou herbacée (0,1 %). L'évolution de l’occupation des sols de la commune et de ses infrastructures peut être observée sur les différentes représentations cartographiques du territoire : la carte de Cassini (XVIIIe siècle), la carte d'état-major (1820-1866) et les cartes ou photos aériennes de l'IGN pour la période actuelle (1950 à aujourd'hui).

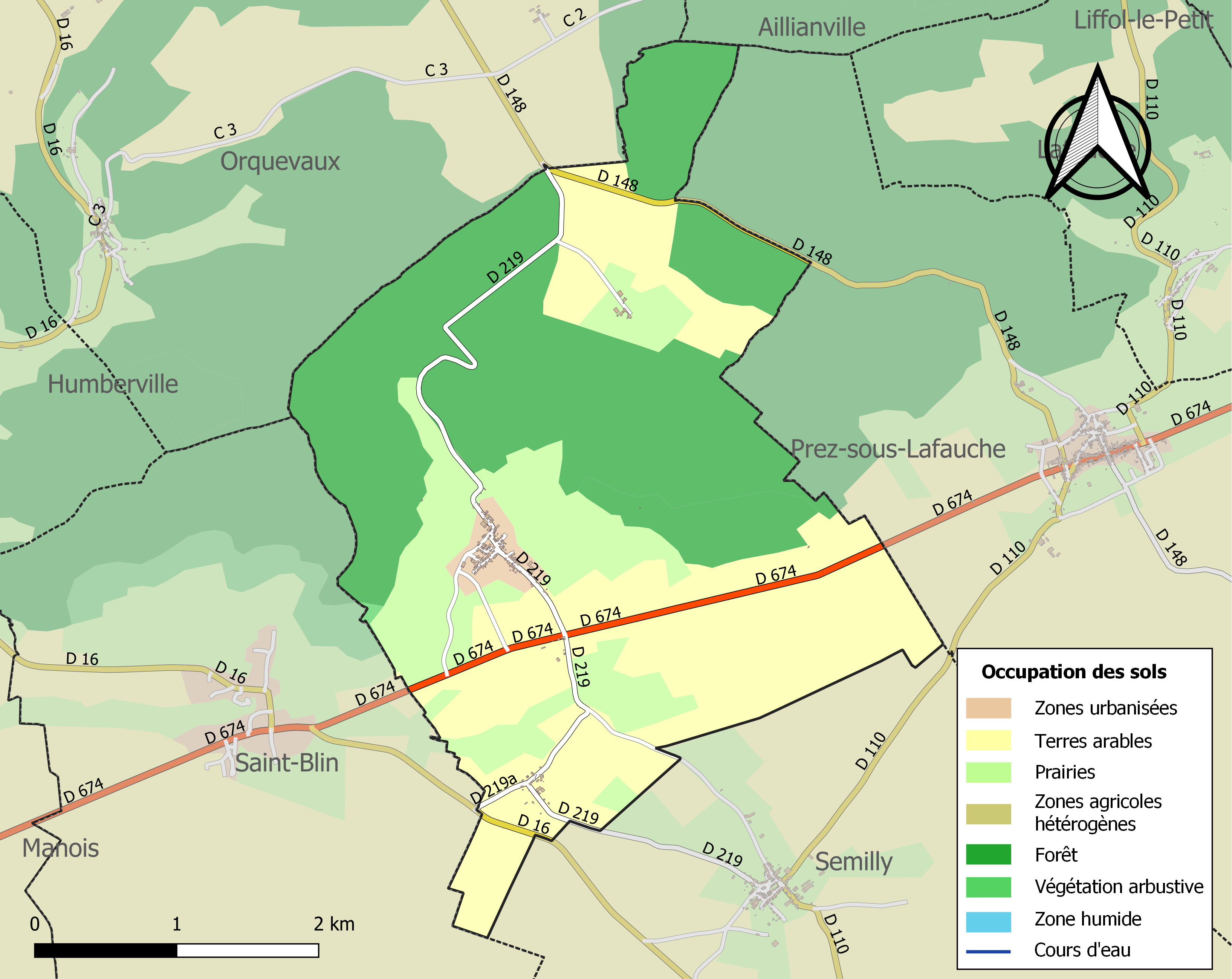
Carte des infrastructures et de l'occupation des sols de la commune en 2018 (CLC).

## Histoire
Dans la commune existait le fief de Montlebert (maison forte).
Les Montleberts devaient l'hommage au comte de Lafauche. Plusieurs d'entre eux furent capitaine dans les régiments du duc de Lorraine (voir le N°39 de 2001 du Centre Généalogique de Haute-Marne).

## Politique et administration

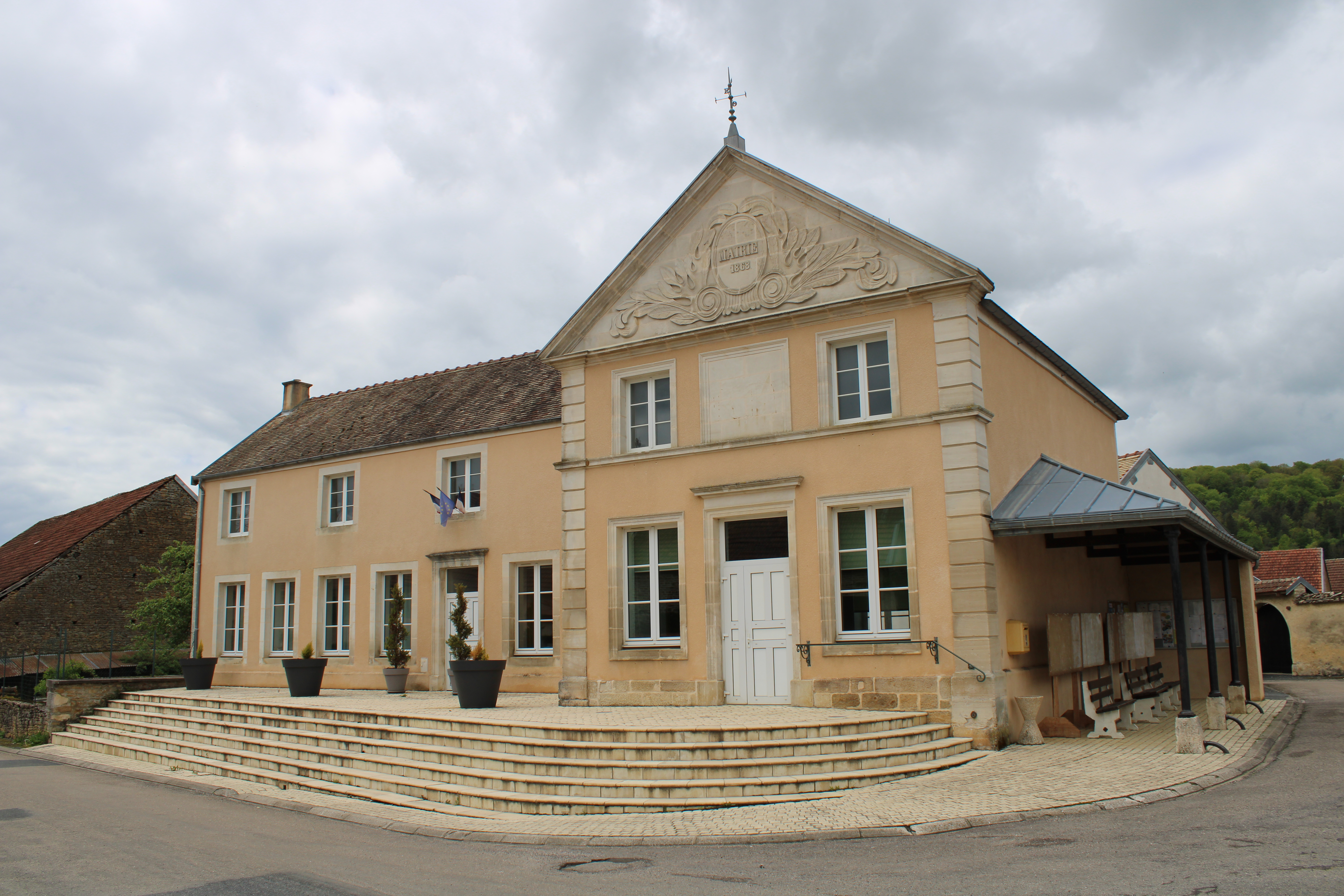
La mairie.

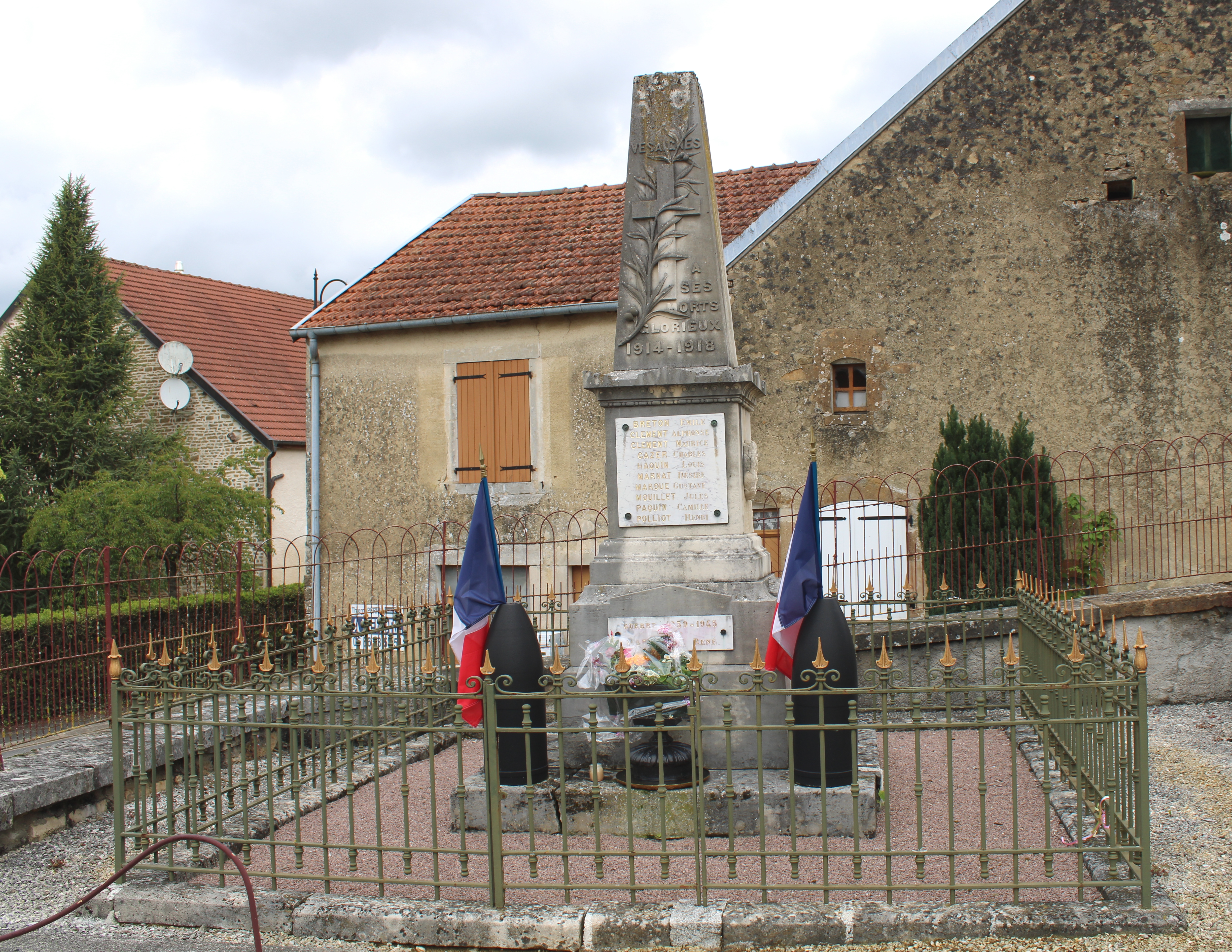
Le monument aux morts.

| Période                                  | Période  | Identité          | Étiquette | Qualité |
| ---------------------------------------- | -------- | ----------------- | --------- | ------- |
| Les données manquantes sont à compléter. |          |                   |           |         |
| 1965                                     | 1989     | Jack Martignoni   |           |         |
| 2001                                     | 2008     | Michèle Sarrey    |           |         |
| 2008                                     | En cours | Philippe Graillot |           |         |

## Population et société

### Démographie
L'évolution du nombre d'habitants est connue à travers les recensements de la population effectués dans la commune depuis 1793. Pour les communes de moins de 10 000 habitants, une enquête de recensement portant sur toute la population est réalisée tous les cinq ans, les populations de référence des années intermédiaires étant quant à elles estimées par interpolation ou extrapolation. Pour la commune, le premier recensement exhaustif entrant dans le cadre du nouveau dispositif a été réalisé en 2007.

En 2022, la commune comptait 122 habitants, en évolution de −3,17 % par rapport à 2016 (Haute-Marne : −4,62 %, France hors Mayotte : +2,11 %).
| 1793 | 1800 | 1806 | 1821 | 1831 | 1836 | 1841 | 1846 | 1851 |
| ---- | ---- | ---- | ---- | ---- | ---- | ---- | ---- | ---- |
| 250  | 268  | 299  | 304  | 312  | 332  | 341  | 345  | 349  |

| 1856 | 1861 | 1866 | 1872 | 1876 | 1881 | 1886 | 1891 | 1896 |
| ---- | ---- | ---- | ---- | ---- | ---- | ---- | ---- | ---- |
| 340  | 354  | 350  | 351  | 358  | 293  | 306  | 314  | 253  |

| 1901 | 1906 | 1911 | 1921 | 1926 | 1931 | 1936 | 1946 | 1954 |
| ---- | ---- | ---- | ---- | ---- | ---- | ---- | ---- | ---- |
| 255  | 265  | 225  | 201  | 207  | 214  | 214  | 194  | 184  |

| 1962 | 1968 | 1975 | 1982 | 1990 | 1999 | 2006 | 2007 | 2012 |
| ---- | ---- | ---- | ---- | ---- | ---- | ---- | ---- | ---- |
| 173  | 166  | 149  | 152  | 138  | 146  | 132  | 130  | 129  |

| 2017 | 2022 | - | - | - | - | - | - | - |
| ---- | ---- | - | - | - | - | - | - | - |
| 128  | 122  | - | - | - | - | - | - | - |

## Culture locale et patrimoine

### Lieux et monuments
Dans les bois de Vesaignes, se trouve le Cul-du-Cerf. C'est un « trou » naturel créé par l'érosion, et celui-ci continue de s'agrandir.

### Galerie

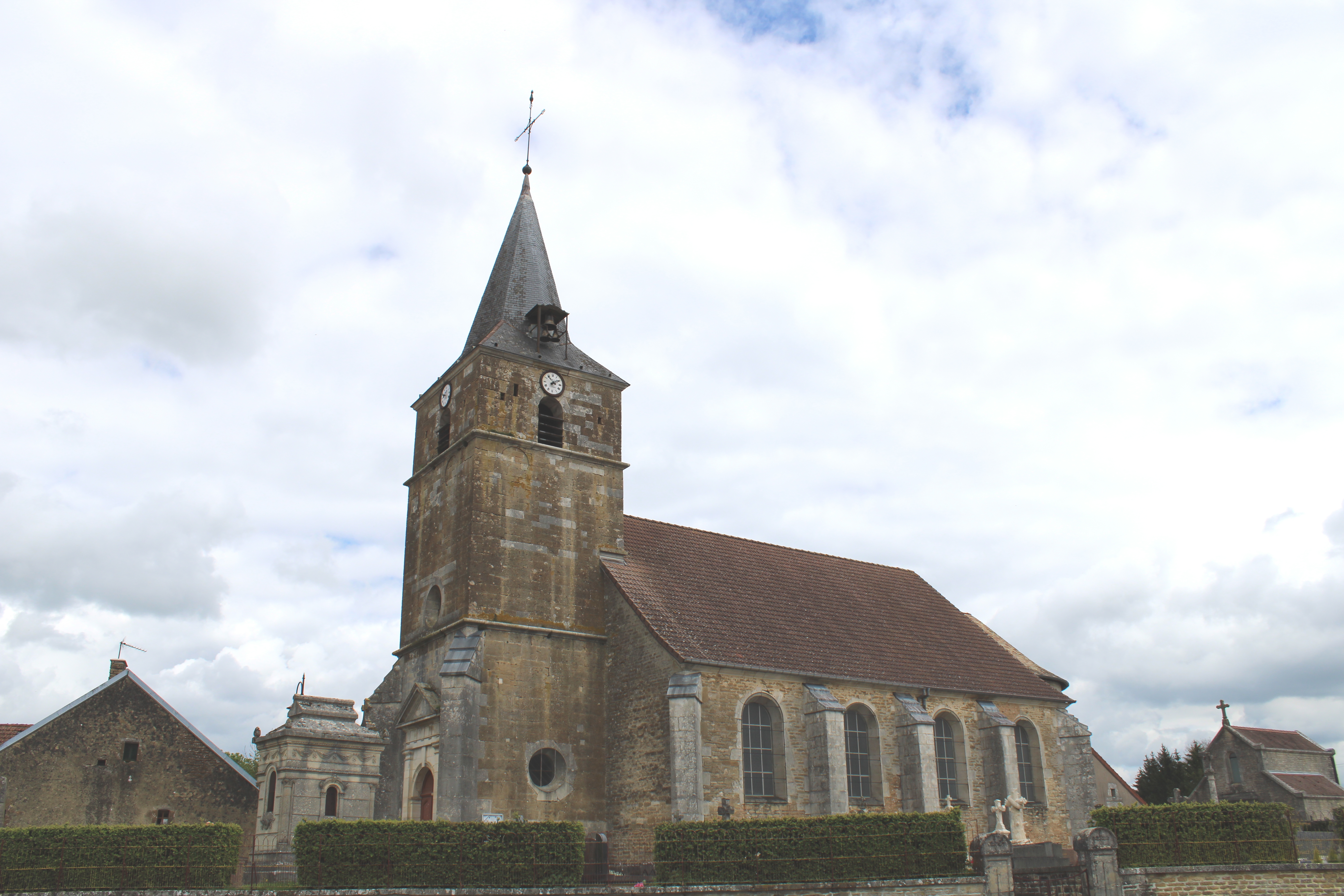
L'église.
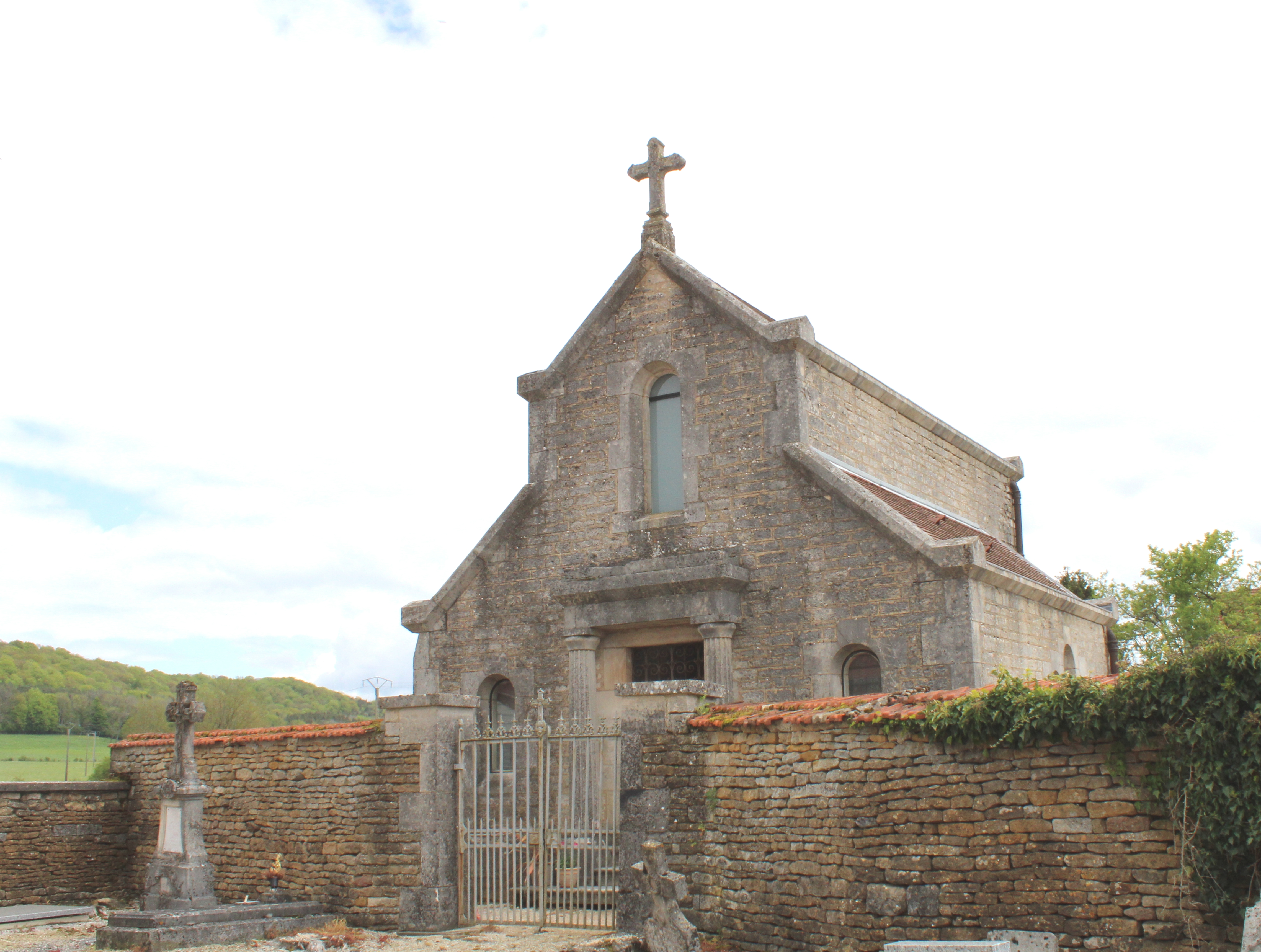
La chapelle du cimetière.
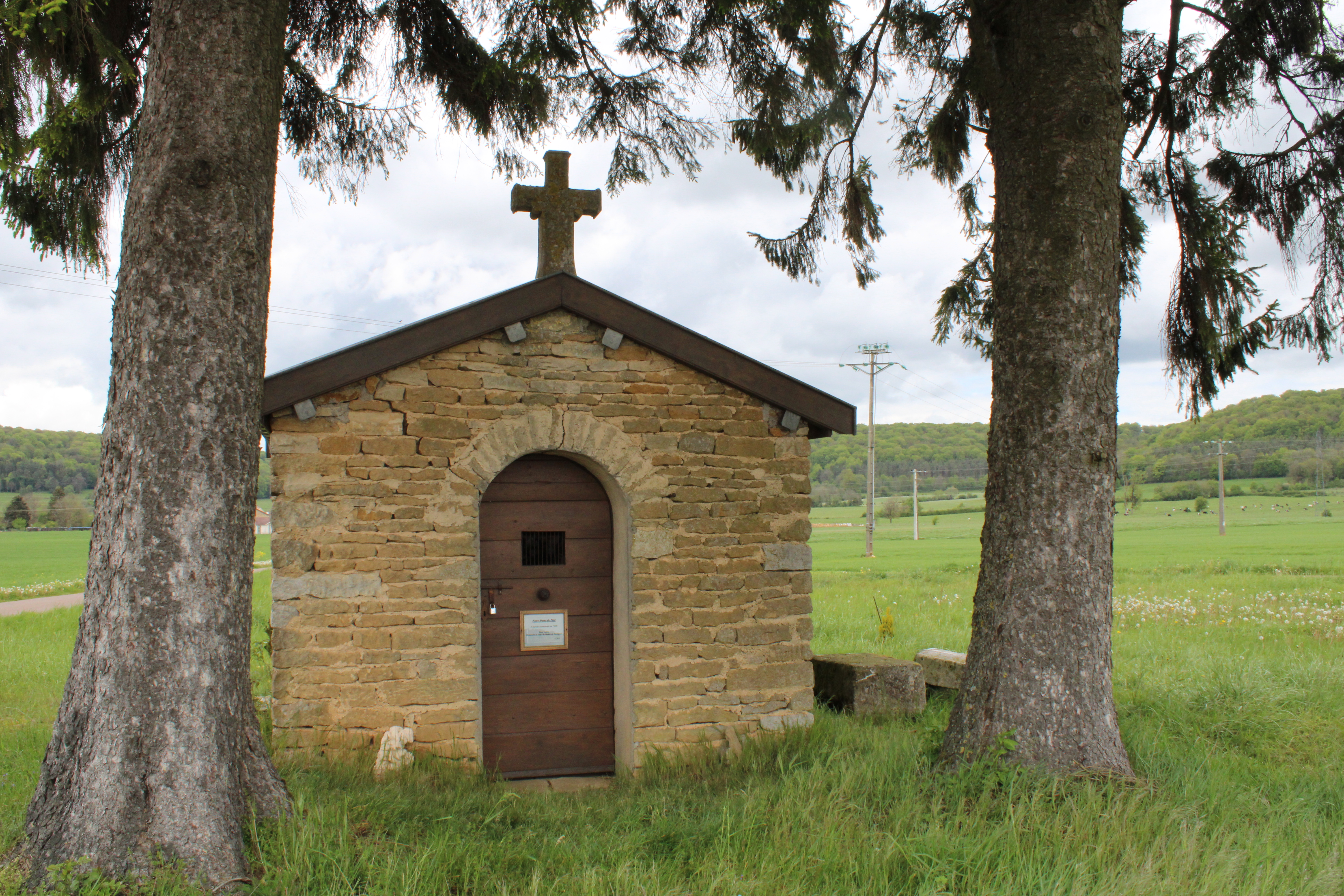
La chapelle Notre-Dame de Pitié au bord de la D674.
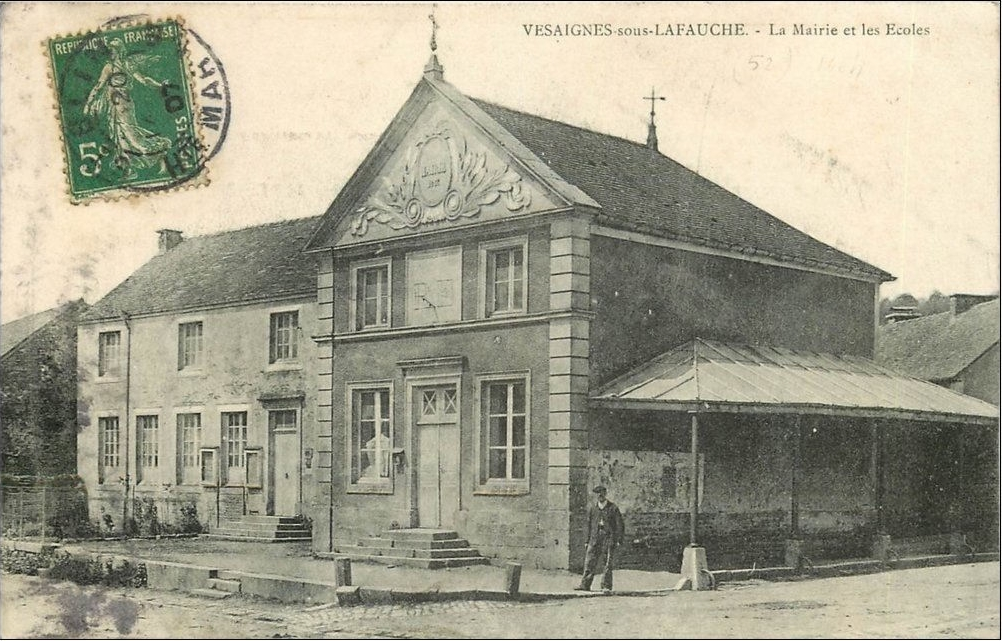
Carte postale de la mairie vers 1907.

### Personnalités liées à la commune
- Jean-Baptiste Théophile Morel (1740-1796), cultivateur, homme politique, né et décédé à Vesaignes-sous-Lafauche, député du tiers état aux États-Généraux de 1789.

### Héraldique
| Blason de Vesaignes-sous-Lafauche | Blason  | Coupé : au 1er parti au I d'or à un manteau de gueules posé sur le fil d'une épée basse d'argent posée en barre, au II de sinople à un chêne arraché d'or, au 2d d'azur au chevron renversé d'argent côtoyé de deux filets potencés d'or. |
| Blason de Vesaignes-sous-Lafauche | Détails | Le statut officiel du blason reste à déterminer. |